# Berndt Hedgren
Berndt Vilhelm Hedgren (i riksdagen kallad Hedgren i Göteborg), född 1 februari 1853 i Lillhärads socken, död 10 januari 1936 i Göteborg, var en svensk grosshandlare och politiker (liberal).
Berndt Hedgren, som kom från en prästfamilj, var grosshandlare i Göteborg 1888–1923. Han var också ledamot i Göteborgs stadsfullmäktige 1891–1910 och var ordförande i stadens fattigvårdsnämnd 1904–1908.
Hedgren var riksdagsledamot i andra kammaren för Göteborgs stads valkrets 1894–1902. Han tillhörde Frihandelsvänliga centern 1895–1897 och övergick 1898 till den liberalt inriktade Friesenska diskussionsklubben, och anslöt sig 1900 till det nybildade Liberala samlingspartiet. Han var bland annat suppleant i bevillningsutskottet 1901–1902. Som riksdagsledamot engagerade sig han bland annat i skattefrågor samt för ett förstatligande av Trollhätte kanal.

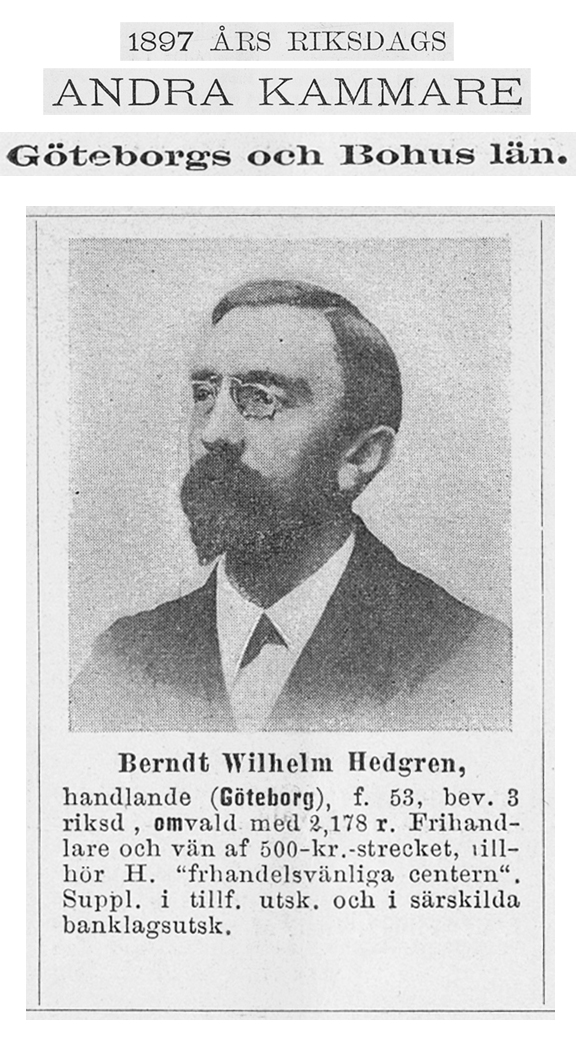
1897 års riksdag
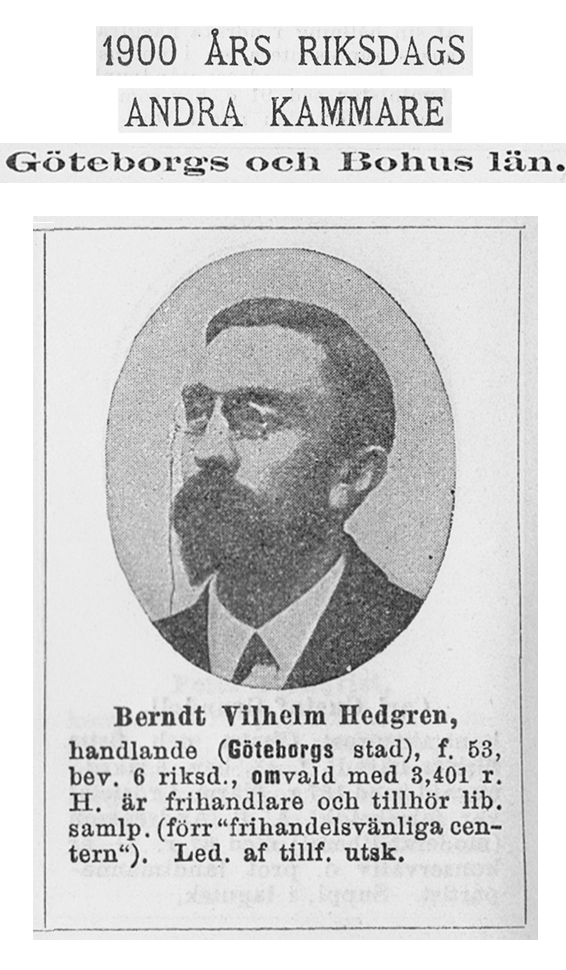
1900 års riksdag